# Atrèsia esofàgica
L'atrèsia esofàgica és una malformació congènita de l'esòfag. Es caracteritza per una falta de continuïtat en el trajecte de l'esòfag. L'esòfag provinent de la boca acaba abruptament en una mena de "cul de sac" i la part de l'esòfag que comunica amb l'estómac es pot o no connectar amb altres parts de l'anatomia. Així doncs, es poden donar diferents tipus d'atrèsies esofàgiques segons on es connectin. Una de les més comunes és aquella que una part de l'esòfag es connecta amb la tràquea (atrèsia amb fístula traqueoesofàgica).

## Pronòstic
L'atrèsia esofàgica era incompatible amb la vida fins a l'any 1939, quan Height i Tawlev realitzaren la primera intervenció quirúrgica amb resultats favorables. Des d'aleshores, el pronòstic ha millorat, especialment pels avenços en cirurgia toràcica i l'anestesiologia. La taxa bruta de mortalitat s'ha reduït des del 100% el 1939 fins al 40% el 1959. En els casos lleus i tractats a temps, no hi ha pràcticament mortalitat, en canvi en els casos complicats que van associats amb altres patologies congènites i en nounats de menys d'1,5 kg la mortalitat s'eleva fins al 70% o més.